# Tucumcari
Tucumcari és una població dels Estats Units i seu del comtat de Quay a l'estat de Nou Mèxic. Segons el cens del 2000 tenia 5.989 habitants.

## Demografia
Segons el cens del 2000, Tucumcari tenia 5.989 habitants, 2.489 habitatges, i 1.607 famílies. La densitat de població era de 306,7 habitants per km².
Dels 2.489 habitatges en un 29,8% hi vivien nens de menys de 18 anys, en un 45,4% hi vivien parelles casades, en un 15,3% dones solteres, i en un 35,4% no eren unitats familiars. En el 31,7% dels habitatges hi vivien persones soles el 14,7% de les quals corresponia a persones de 65 anys o més que vivien soles. El nombre mitjà de persones vivint en cada habitatge era de 2,35 i el nombre mitjà de persones que vivien en cada família era de 2,93.
Per edats la població es repartia de la següent manera: un 26% tenia menys de 18 anys, un 7,5% entre 18 i 24, un 24,2% entre 25 i 44, un 24,8% de 45 a 60 i un 17,5% 65 anys o més.
L'edat mediana era de 39 anys. Per cada 100 dones de 18 o més anys hi havia 86,8 homes.
La renda mediana per habitatge era de 22.560$ i la renda mediana per família de 27.468$. Els homes tenien una renda mediana de 25.342$ mentre que les dones 18.568$. La renda per capita de la població era de 14.786$. Aproximadament el 19,1% de les famílies i el 24,8% de la població estaven per davall del llindar de pobresa.

## Poblacions més properes
El següent diagrama mostra les poblacions més properes.